# Bwari
Bwari est une ville et une zone de gouvernement local du Territoire de la Capitale Fédérale au Nigeria,, et un royaume traditionnel.

## Source
- (en) Cet article est partiellement ou en totalité issu de l’article de Wikipédia en anglais intitulé « Bwari » (voir la liste des auteurs).